# Dog Love
Dog Love – wydany w 2006 roku singel amerykańskiego rapera DMX-a. Promuje on album "Year of The Dog...Again".
"Dog Love" to utwór tekstem przypominający "How’s It Goin’ Down" – kolejna historia opowiadająca o DMX-ie, pewnej dziewczynie i o ich wzajemnych relacjach ("When I hit her like "I'll be right back" Yo, I'll be right back, ain't no bullshittin, I'll be right back" – "Kiedy powiem jej, że zaraz wrócę, zaraz wrócę, żadnych kłamstw, zaraz wrócę"). W utworze gościnnie wystąpiła Amerie z Sony BMG i Janyce z Bloodline Records, które wykonują refren, wejściówkę i wyjściówkę, a Amerie można również miejscami usłyszeć w zwrotkach. Podkład został skomponowany przez Dr. Ceussa (który kilkanaście lat wcześniej skomponował DMX-owi singel "Born Loser") i Eddiego Timmonsa.

## Lista utworów
1. "Dog Love" (Radio Version)
2. "Dog Love" (Instrumental)
3. "Dog Love" (Dirty Album Version)
4. "Dog Love" (Clean Acapella)